# Pala de Montferri
La Pala de Montferri és una pala del terme de la Torre de Cabdella, al Pallars Jussà, dins del seu terme primigeni.
Està situada en el vessant sud-est del Tossal de les Comes de Guiró, a la capçalera dels barrancs de les Forques i dels Rafelets. L'extrem septentrional de la pala són les Roques des Castellets, i el meridional, el Pui Malesa i el Pilar de la Pala.